# Nedvídkov (Deštnice)
Nedvídkov je samota, která se nachází 2 km jihovýchodně od Deštnice a leží na katastru této obce. Jsou zde evidována dvě popisná čísla patřící do Deštnice, a to čp. 62 a 111.

## Historie
Nedvídkov zřejmě nikdy v minulosti nedosáhl statusu vesnice s vlastní samosprávou. Ve středověku to byl šlechtický dvorec s hospodářským zázemím a několika poddanými. Poprvé se uvádí v roce 1384 v přídomku rytíře Vojtěcha z Nedvídkova. V roce 1434 odkázala Anna z Pitkovic svému synovi platy od poddaných v Nedvídkově a Deštnici; roku 1443 prodali bratři Jan a Pavel Bobtákovi z Nedvídkova nemovitosti v Deštnici a Nedvídkově Felixovi z Tuchořic. To jsou jediné dvě středověké zmínky o lokalitě. 

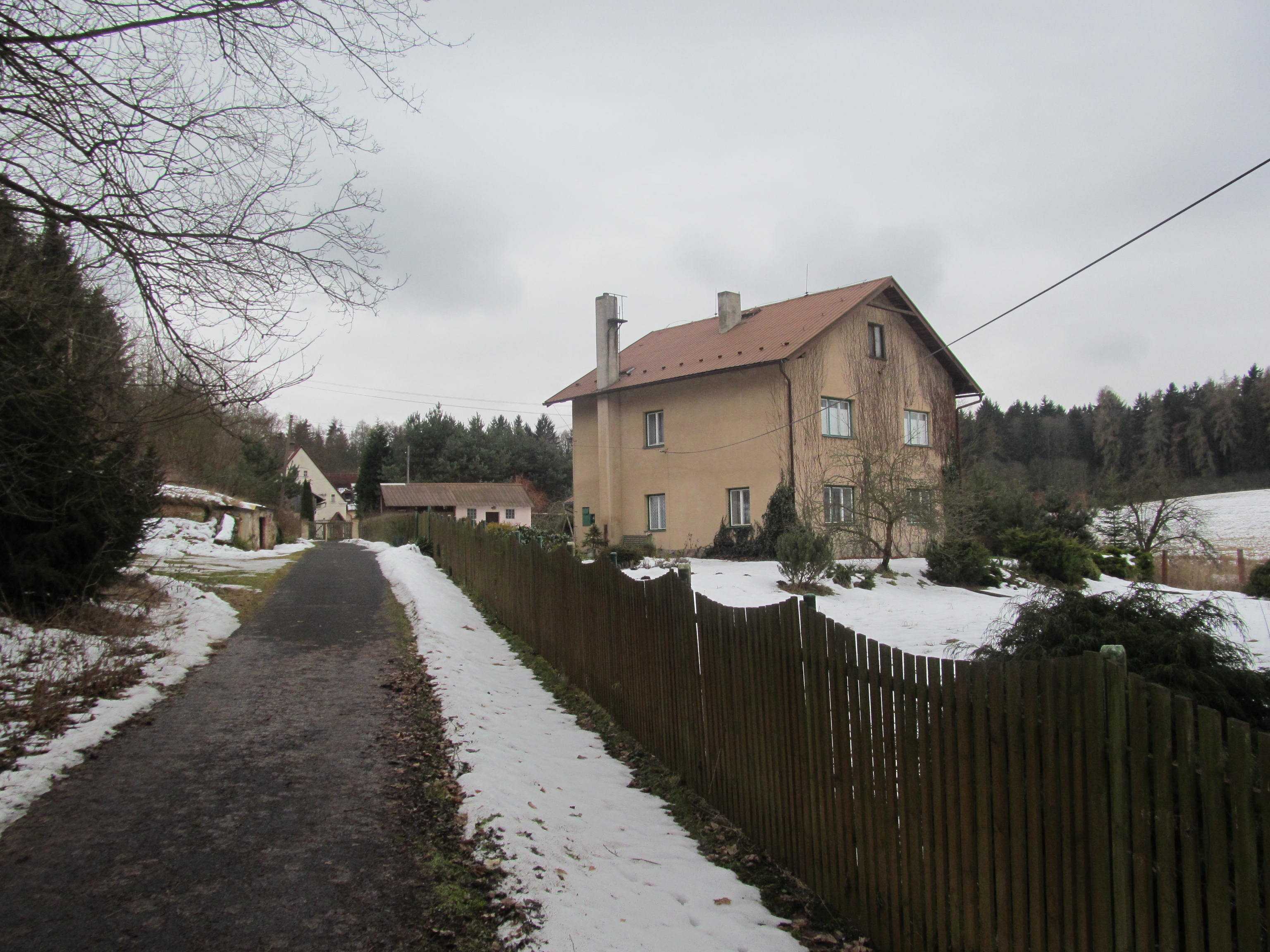
Oba domy v osadě

 Rytíři z Nedvídkova se v písemných pramenech objevují do konce 15. století. Poslednímu z nich, Vojtěchovi, patřila roku 1499 tvrz v Třebotově. V téže době samotný Nedvídkov zanikl. Jeho polohu dokládají nálezy středověkých střepů archeologa Miroslava Černého z Regionálního muzea K. A. Polánka v Žatci. Po Nedvídkově zůstalo dalších 400 let jen toponymum Ewicken, jež se objevuje v josefínském katastru z roku 1787. Po třicetileté válce se kraj okolo Nedvídkova poněmčil. noví obyvatelé zkomolili Nedvídkov na "Nedviken", ze kterého zbylo "Eviken". V sousedních vesnicích, Deštnici a Janově, se dnes Nedvídkovu říká "Evik", velký rybník u samoty nese název Evík.
K obnově Nedvídkova došlo počátkem 2. poloviny 19. století, kdy jeho území patřilo k měcholupskému velkostatku, jehož majitelem byl Anton Dreher. Vznikla zde soustava tři menších a jednoho velkého rybníka a postavila se zde hájovna čp. 62, kde sídlila dreherovská lesní správa. Roku 1925 zde Dreherové postavili ještě budovu čp. 111. Oba objekty dnes slouží rekreačním účelům. Za 2. světové války zde bydleli Poláci, nasazení zde na práci.

## Galerie

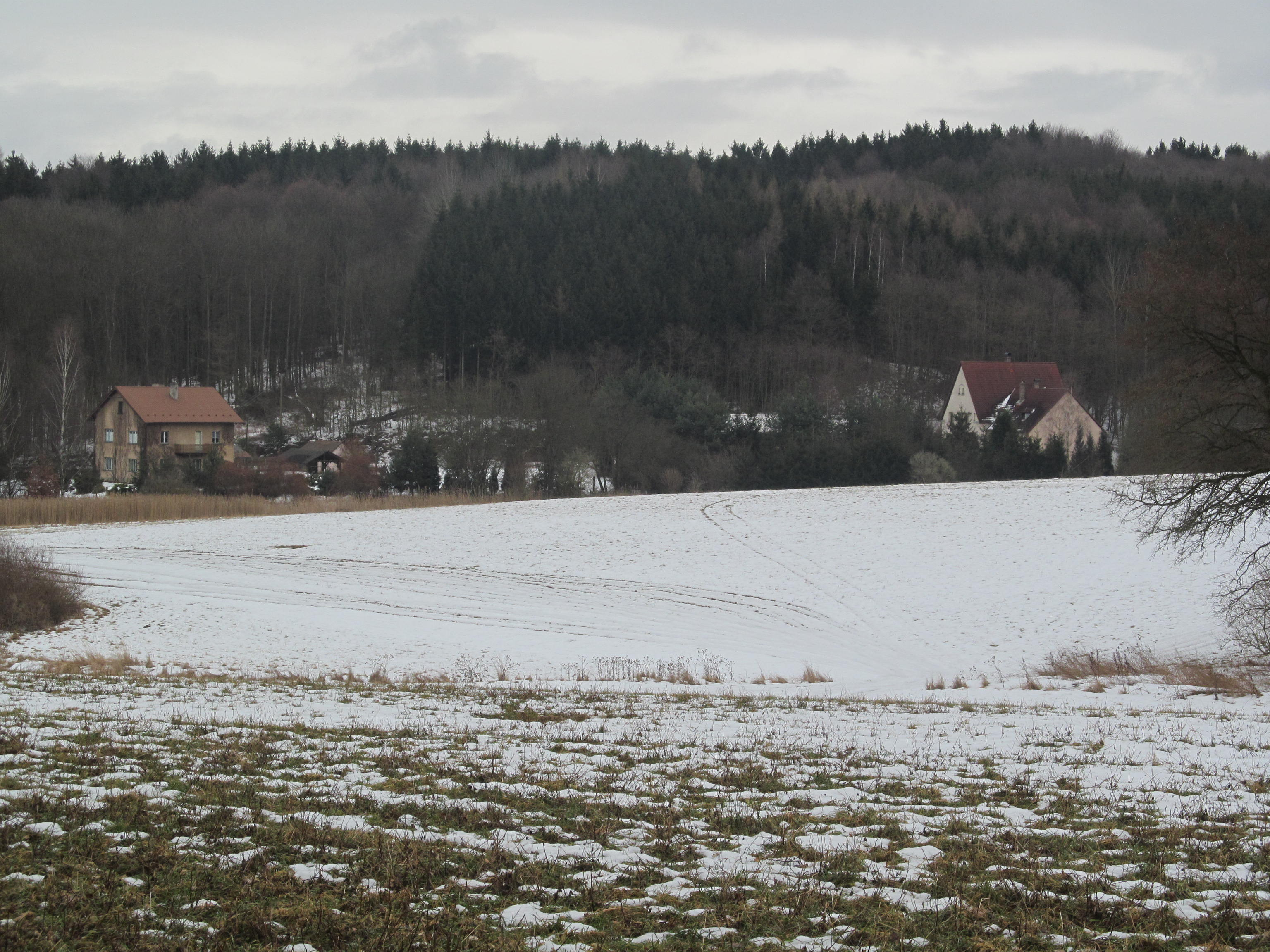
Celkový pohled od západu
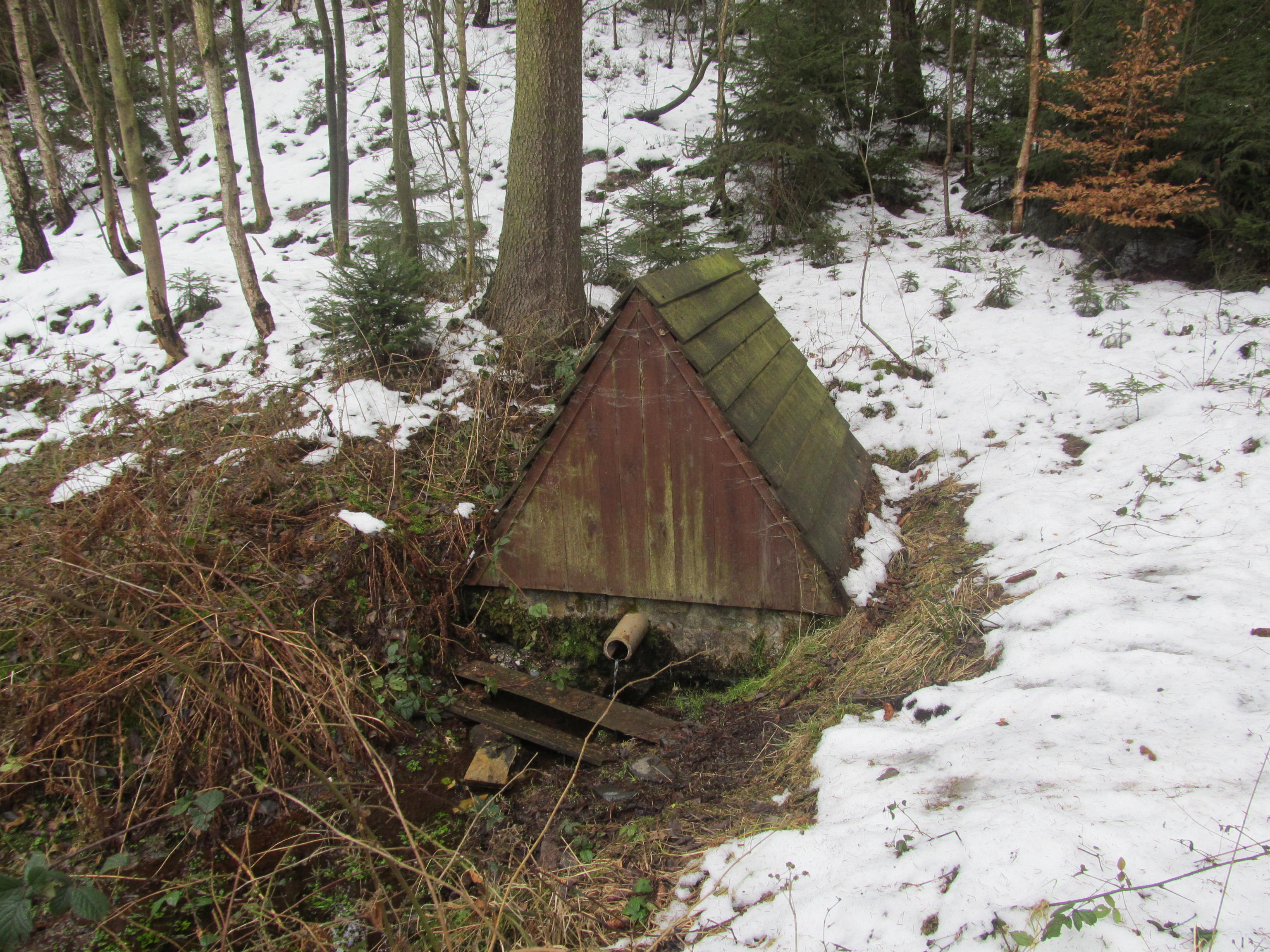
Studánka Eviken
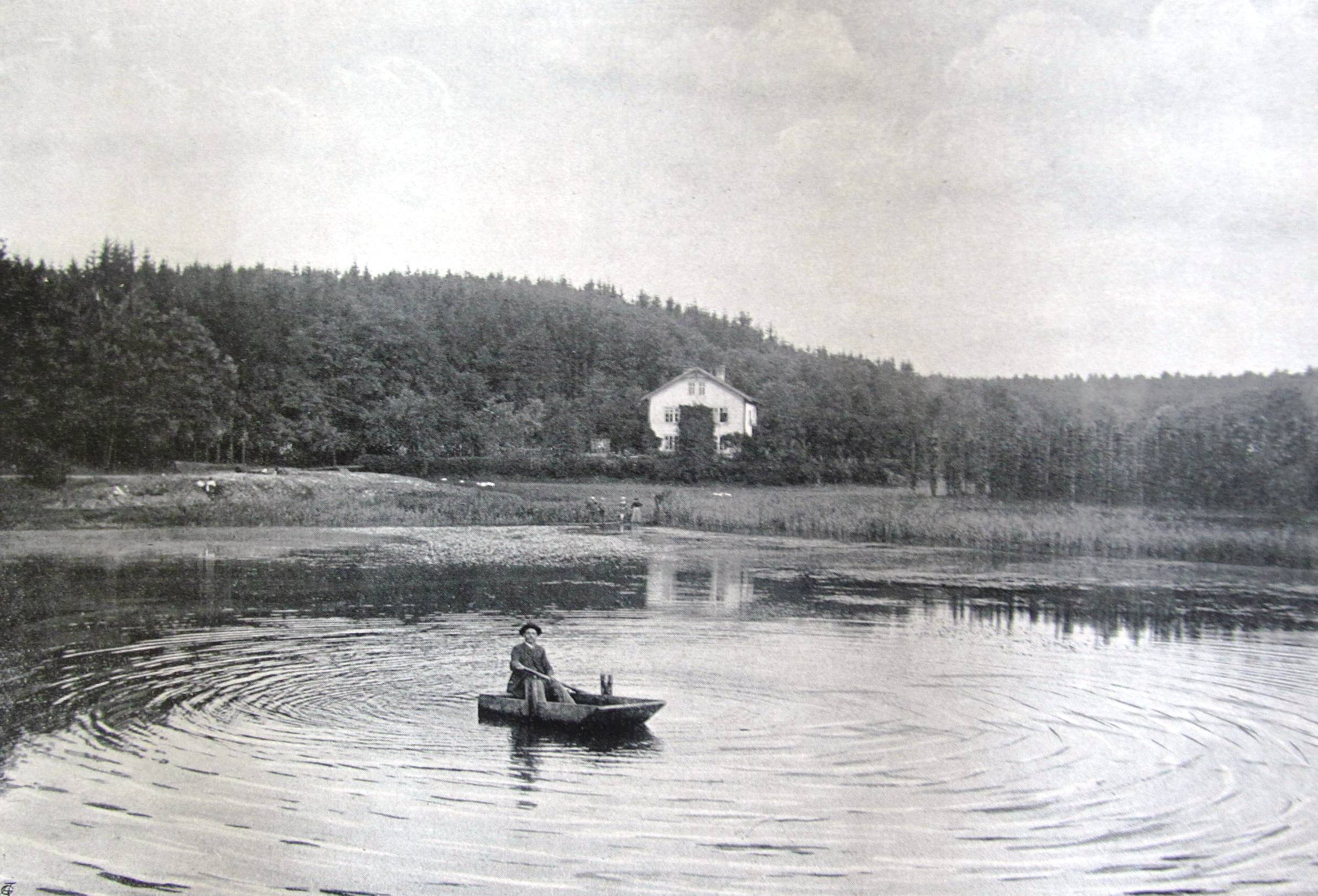
Rybník Evík s hájovnou roku 1904